# Иван Петрович Богданов
Вижте пояснителната страница за други личности с името Богданов.
Иван Петрович Богданов е руски живописец, жанрист и график, член на организацията на Передвижниците.

## Биография
Иван Богданов е роден на 17/29 август 1855 г. в Москва, в семейството на шивач. Още от малък проявява силен интерес към рисуването. През 1878 г. постъпва в Московското училище за живопис, скулптура и архитектура и го завършва през 1890 г. Учи при майсторите на жанровата живопис Владимир Маковски и Иларион Прянишников, един от основателите на организацията на Передвижниците. И двамата оказват сериозно влияние над младежа и неговото творчество. През 1887 и 1888 г. за етюди и рисунки получава два сребърни медала, а две години по-късно – и голям сребърен за картината „За сметката“ (1889). Завършва академията през 1889 г.
През първата половина на 1890-те, заедно с Владимир Маковски, участва в създаването на стенописите на храма „Христос спасител“ в село Борки, Харковска губерния. По-голямата част от живота си художникът прекарва в Москва, на ул. „Переяславска“, сред градските бедняци, където сам отглежда сина си. През 1890-те посещава Париж.
През ученическите си години Богданов започва да представя свои работи първо в МУЖВЗ, а след това, от 1891 до 1923 – и на изложби на Передвижниците, чийто член става през 1895 г. Член е и на Московското общество на любителите художници и показва работите си на техни изложби. След Октомврийската революция, от 1929 г. членува в Московското обединение на художниците реалисти.
През 1896 експонира творби в художествения отдел на Всерусийската промишлено-селскостопанска изложба в Нижни Новгород и през 1924 – на изложбата „Селянинът в руската живопис“ в Москва.
Иван Богданов умира на 25 декември 1932 г. в Москва, където е погребан.

## Творчество
Иван Богданов се занимава главно с жанрова живопис, а най-голяма известност получават картините му „Новак“ (1893) и „За сметката“ (1890). И двете са купени от Павел Третяков за неговата галерия. В първата картина е изобразено малко, разплакано момче, което пиян майстор обущар учи на нещата от живота. Широка известност и признание получават картините „С добычи“ (1883), „Приятелки“ (1896), „Бездомни“ (1897), „Богомолци“ (1900), „За метличина“ (1902), „Селянин с плуг“ (1906), „В градината“ (1906), „За гъби“ (1907), „Спомени“ (1907), „На карти“ (1927), „Край огъня“ (1927).
Рисува поредица от портрети, пейзажи и картини на историческа тема – „Портрет на художника Владимир Позднеев“ (1903), „Пейзаж с хижи“ (1912), „Пятигорск. Планината Бещау“.
След революцията от 1917 г. много художници сменят възгледите си, начина на работа, стила и темите, върху които работят. Въпреки че е потресен от случилото се и последвалите събития, Богданов не променя нищо в работата си – нито стила, нито тематиката. Въпреки че и той създава няколко картини на съвременна тематика – „След студентска стачка“ (1920-те), „Каране в изгнание“ (1920-те), „Ленин и работник“ (1920-те).
Работи на Иван Богданов се намират в много музейни сбирки – Третяковската галерия, Държавния руски музей, Вологдската областна картинна галерия, Пензенската областна картинна галерия „Константин Савицки“ и други.
- „За сметката“ (1889)
- „Новак“ (1893)